# Griselinia lucida
Griselinia lucida là một loài thực vật có hoa trong họ Griseliniaceae. Loài này được (J.R.Forst. & G.Forst.) G.Forst. mô tả khoa học đầu tiên năm 1786.